# 林一柱 (天啟進士)
林一柱，字元功，福建莆田县人，明朝政治人物、進士出身。

## 生平
萬曆四十六年（1618年）戊午科福建乡试举人，天启五年（1625年），登乙丑科進士，授陳州知州、汝州知州。崇禎初，遷戶部員外郎。后升任常州府知府，丁父忧归。起補吉安府知府。升岭北道佥事，歷任山西按察使、布政使、右副都御史兼南贛巡撫。李自成破京城，率师勤王，卒于赣。